# Dezső Gyarmati
Dezső Gyarmati (Miskolc, 23 oktober 1927 – Boedapest, 18 augustus 2013) was een Hongaars waterpolospeler en -coach.
Dezső Gyarmati nam als waterpoloër vijfmaal deel aan de Olympische Spelen in 1948, 1952, 1956, 1960 en 1964. Tijdens de finale ronde van het toernooi van 1956 nam hij deel aan de bloed-in-het-waterwedstrijd. Hij veroverde driemaal een gouden medaille eenmaal zilver een eenmaal brons. Hij kwam 108 keer uit voor zijn land.
In de competitie kwam Gyarmati uit voor Újpesti Torna Egylet, Budapesti Dózsa en Ferencvárosi Torna Club.
Na zijn actieve waterpolocarrière is Gyarmati bondscoach van de Hongaarse mannen tijdens de spelen van 1972, 1976 en 1980.
Hij is getrouwd geweest met Éva Székely, een voormalige olympisch kampioen zwemmen op de 200 meter schoolslag van 1952. Samen hebben ze een dochter Andrea Gyarmati, zij heeft twee Olympische medailles veroverd op de spelen van 1972 bij de vlinderslag en rugcrawl. Ook is ze wereldrecordhoudster geweest op de 100 meter vlinderslag.
Jenő Brandi · 
Oszkár Csuvik · 
Dezső Fábián · 
Dezső Gyarmati · 
Endre Győrfi · 
Miklós Holop · 
László Jeney · 
Dezső Lemhényi · 
Pál Pók · 
Károly Szittya · 
István Szívós sr.
Róbert Antal · 
Antal Bolvári · 
Dezső Fábián · 
Dezső Gyarmati · 
István Hasznos · 
László Jeney · 
György Kárpáti · 
Dezső Lemhényi · 
Kálmán Markovits · 
Miklós Martin · 
Károly Szittya · 
István Szívós sr. · 
György Vizvári
Antal Bolvári · 
Ottó Boros · 
Dezső Gyarmati · 
István Hevesi · 
László Jeney · 
Tivadar Kanizsa · 
György Kárpáti · 
Kálmán Markovits · 
Mihály Mayer · 
István Szívós sr. · 
Ervin Zádor
András Bodnár · 
Ottó Boros · 
Zoltán Dömötör · 
László Felkai · 
Dezső Gyarmati · 
István Hevesi · 
László Jeney · 
Tivadar Kanizsa · 
György Kárpáti · 
András Katona · 
János Konrád · 
Kálmán Markovits · 
Mihály Mayer · 
Péter Rusorán
Miklós Ambrus · 
András Bodnár · 
Ottó Boros · 
Zoltán Dömötör · 
László Felkai · 
Dezső Gyarmati · 
Tivadar Kanizsa · 
György Kárpáti · 
János Konrád · 
Mihály Mayer · 
Dénes Pócsik · 
Péter Rusorán
Tibor Cservenyák · 
András Bodnár · 
Tamás Faragó · 
István Görgényi · 
Zoltán Kásás · 
Ferenc Konrád · 
István Magas · 
Endre Molnár · 
Dénes Pócsik · 
László Sárosi · 
István Szívós jr. · 
Dezső Gyarmati (Bondscoach)
Gábor Csapó · 
Tibor Cservenyák · 
Tamás Faragó · 
György Gerendás · 
György Horkai · 
György Kenéz · 
Ferenc Konrád · 
Endre Molnár · 
László Sárosi · 
Attila Sudár · 
István Szívós jr. · 
Dezső Gyarmati (Bondscoach)
Gábor Csapó · 
Tamás Faragó · 
György Gerendás · 
Károly Hauszler · 
György Horkai · 
István Kiss · 
László Kuncz · 
Endre Molnár · 
Attila Sudár · 
István Szívós jr. · 
István Udvardi · 
Dezső Gyarmati (Bondscoach)
- International Standard Name Identifier: 0000 0000 7906 0073
- Library of Congress Control Number: n97063156
- Virtual International Authority File: 1754974
- WorldCat: E39PBJwxQ9pv8vjvcmgrkBj6Kd